# جاكسون س. غوت
جاكسون س. غوت (بالإنجليزية: Jackson C. Gott)‏ هو مهندس معماري أمريكي، ولد في 1829، وتوفي في 1909.